# Граф Монте-Кристо (мюзикл)
«Граф Монте-Кристо» — мюзикл с либретто Джека Мэрфи и музыкой Фрэнка Уайлдхорна по мотивам одноимённого романа Александра Дюма.

## Швейцарская постановка
Премьера состоялась 14 марта 2009 года в театре Санкт-Галлена в Швейцарии.

### Основные роли
- Edmond Dantès: Томас Борхерт
- Mercédès: Софи Бернер (Sophie Berner)
- Fernand Mondego: Карстен Леппер
- Gérard von Villefort: Кристоф Готтен (Christoph Goetten)
- Baron Danglars: Карим Каватми (Karim Khawatmi)
- Abbé Faria: Дин Вельтерлен (Dean Welterlen)
- Jacopo: Курт Шрепфер (Kurt Schrepfer)
- Morell: Андре Бауер

## Российская постановка
Премьера русской версии мюзикла состоялась 11 ноября 2017 года в Санкт-Петербургском театре музыкальной комедии.

### Основные роли
- Эдмон Дантес (Граф Монте-Кристо) — Кирилл Гордеев, Ростислав Колпаков, Евгений Шириков
- Мерседес — Елена Газаева, Вера Свешникова, Анастасия Вишневская
- Фернан Мондего — Олег Красовицкий, Фёдор Осипов, Александр Суханов
- Жерар де Вильфор — Сергей Брага, Владимир Садков
- Данглар — Григорий Захарьев, Константин Китанин
- Аббат Фариа — Иван Корытов, Андрей Матвеев
- Луиза Вампа — Агата Вавилова, Наталия Диевская
- Альбер Мондего — Алексей Байков, Игорь Кроль, Михаил Глекель
- Валентина де Вильфор — Елизавета Белоусова, Мария Плужникова, Дарья Ким
- Джакопо — Алексей Штыков, Владимир Ярош
- Морель — Александр Шапоров
- Луи Дантес — Денис Коновалов, Виктор Чубаров
- Маленький Альбер — Платон Белькин, Роман Межов, Лев Вишневский, Фёдор Писаренков

Ансамбль: Виктория Барканова, Оксана Войтович, Василий Глухов, Эльдар Джемилев, Александр Канев, Ольга Красных, Дарья Медведева, Мария Мукупа, Марат Рамов, Мария Решавская (свинг), Александр Сафронов (свинг), Андрей Сунцов.
Балет: Денис Айзин, Наталья Буртасова (свинг), Виктория Вяткина, Евгения Дементьева, Сергей Коржавин, Марина Красноярская, Ильнур Кутлугаллямов, Мария Маркунина, Антон Плавский, Павел Пронькин, Искандер Фахрутдинов, Амарби Цикушев (свинг), Анастасия Чёрная.

## Сцены
| Первый АКТ 1. Prolog — Fiat justitia (Ensemble) Prologue — Let Justice Be Done (Ансамбль 2. Ein Leben lang (Edmond, Mercédès) When Love Is True (Edmond, Mercédès) Настоящая любовь(Эдмон, Мерседес) 3. Hebt das Glas (Guests at the engagement party) Raise A Glass (Guests at the engagement party) 4. Geschichte (Mondego, Danglars, Villefort) A Story Told (Mondego, Danglars, Villefort) 5. Niemals allein (Edmond, Mercédès) I Will Be There (Edmond, Mercédès) Я буду здесь — (Эдмон, Мерседес) 6. Jeder Tag ein kleiner Tod (Edmond, Mercédès, Mondego) Every Day A Little Death (Edmond, Mercédès, Mondego) 7. Unterricht (Abbé Faria, Edmond) Lessons Learned (Abbé Faria, Edmond) 8. Könige (Abbé Faria, Edmond) When We Are Kings (Abbé Faria, Edmond) 9. Piraten — Wahrheit oder Wagnis (Luisa Vampa, Edmond, Pirates) Pirates — Truth Or Dare (Luisa Vampa, Edmond, Pirates) 10. Der Schatz — Reprise Könige (Edmond) The Treasure — When We Are Kings Reprise (Edmond) 11. Wie mich die Welt umarmt (Mercédès) When The World Was Mine (Mercédès) 12. Tanz die Tarantella (Courtesans) Dance The Tarantella (Courtesans) Тарантелла(Куртизанки) 13. Hölle auf Erden (Monte Cristo) Hell To Your Doorstep (Monte Cristo) Ад у порога(Монте-Кристо) | Второй АКТ 1. Karneval in Rom — Reprise Tarantella (Ensemble) Carnival In Rome — Tarantella Reprise (Ensemble) 2. Ah, Frauen (Monte Cristo, Albert) Ah, Women (Monte Cristo, Albert) 3. So wie man hört (Monte Cristo’s Ball Guests) That’s What They Say (Monte Cristo’s Ball Guests) 4. Diese Augen/Der Mann ist tot (Mercédès, Monte Cristo) I Know Those Eyes/This Man Is Dead (Mercédès, Monte Cristo) 5. Die Falle/Zuviel ist nie genug (Monte Cristo, Danglars, Villefort, Mondego) The Trap/Too Much Is Never Enough (Monte Cristo, Danglars, Villefort, Mondego) 6. Schöner Schein (Valentine) Pretty Lies (Valentine) 7. All die Zeit (Mercédès) All This Time (Mercédès) 8. Der Mann, der ich einst war (Edmond/Monte Cristo) The Man I Used To Be (Edmond/Monte Cristo) 9. Hölle auf Erden Reprise (Mondego, Edmond) Hell To Your Doorstep Reprise (Mondego, Edmond) Реприза Ад у порога(Мондего, Эдмон) 10. Finale — Reprise Niemals allein (Edmond, Mercédèse) Finale — I Will Be There Reprise (Edmond, Mercédès) Финал — реприза Я буду здесь (Эдмон, Мерседес) |

## Интересные факты
- На английском языке мюзикл не игрался, но был записан концепт-альбом с Томасом Борхертом в главной роли.
- Специально для русской премьеры композитор Фрэнк Уайлдхорн написал несколько новых композиций[2].